# Verdrag van Ancón
Het Verdrag van Ancón werd getekend op 20 oktober 1883 in het district Ancón door Peru en Chili. De bedoeling van het verdrag was om het grondconflict na de Salpeteroorlog (1879-1884) op te lossen en een stabiel post-bellum tussen de landen te creëren. 
In het verdrag stond dat Chili de controle kreeg over de regio Tarapacá. Ook kreeg Chili de controle over de provincies Arica en Tacna voor 10 jaar, waarna een referendum zou uitwijzen tot welke nationaliteit de provincies behoorden. Echter na tientallen jaren konden de landen geen overeenkomst sluiten over de uitkomst van het referendum.
In 1929 kon er door conflictbemiddeling van de Amerikaanse president Hoover toch een akkoord worden gesloten: Chili zou Arica behouden en Peru kreeg Tacna toegewezen en kreeg daarbovenop zes miljoen dollar.